# Catedral de São Paulo (Tirana)
A Catedral de São Paulo (em albanês:  Katedralja e Shën Palit) em Tirana é uma catedral católica, pertencente à Arquidiocese de Tirana-Durrës. Se localiza no centro da cidade de Tirana no Boulevard Zhan d'Ark (Joana d'Arc), que fica ao longo do rio Lana. Inaugurada em 2002, a catedral é consagrada ao Apóstolo Paulo. Diz-se que a catedral é o marco da fundação da comunidade cristã em Durrës.
O edifício foi projetado na forma de um triângulo, simbolizando cada lado, a Trindade , mas também os laços estreitos das principais religiões do país: Catolicismo, Islamismo e Ortodoxia. O telhado cai da fachada principal para a parte de trás do edifício. Acima da fachada  há uma estátua de pedra de São Paulo Nas janelas há retratos do Papa João Paulo II e de Madre Teresa, que era nascida na Albânia.

A Catedral de São Paulo substituiu a Catedral do Sagrado Coração, que havia sido construída em 1938. O terreno utilizado na construção foi doado pelo Estado albanês, durante a visita do Papa João Paulo II ao país, em 1993. As obras tomaram muito tempo, com um progresso lento. Aproximadamente em 2000 as obras foram finalizadas. Em 26 de janeiro de 2002, a catedral foi consagrada.
A oeste da catedral encontra-se o Hotel Dajti, e a leste fica a sede do Banka Kombëtare Tregtare.